# 日本測地学会
日本測地学会（にほんそくちがっかい、英: The Geodetic Society of Japan）とは、測地学に関する調査・研究を行う日本の学会である。会員数は約450名。

## 活動
- 年2回の講演会の開催
- わが国唯一の測地学専門雑誌である「測地学会誌」の刊行
- 若手研究者の奨励のための日本測地学会賞坪井賞の授与
- 最新の測地学の成果を一般の人たちに知らせるための公開講座の開催
- 測地学に興味を持つ学生のためのサマースクールの開催